# Proibidão
Le proibidão, ou funk proibidão, est un sous-genre musical du funk ayant émergé dans les favelas de Rio de Janeiro, au Brésil, où il a commencé dans le début des années 1990 comme un phénomène parallèle à la croissance des gangs de la drogue dans les nombreux bidonvilles de la ville. Les gangs de la drogue parrainaient des DJ et des bailes funk (fêtes interdites du funk) dans les favelas et y propageaient le respect pour leur gang ainsi que de la haine pour les autres gangs. Le style musical qui en a résulté est le proibidão.
La nature très territoriale des gangs a fait du proibidão un phénomène extrêmement localisé à Rio de Janeiro. En outre, au Brésil, il est illégal de promouvoir la criminalité dans les paroles de la chanson, ce qui rend la plupart des chansons de ce genre interdites.